# Aeroportul Minsk-1
Aeroportul Minsk-1 (IATA: MHP, ICAO: UMMM) este un aeroport din Minsk, Belarus ce deservește zona Minsk. A fost deschis în 1933 și numit după zona deservită.
Situat la o altitudine de 228 m, aeroportul dispune de o singură pistă.